# دون هووبر
دون هووبر (بالإنجليزية: Don Hooper)‏ هو لاعب كرة قدم أسترالية أسترالي، ولد في 14 أبريل 1914، وتوفي في 16 ديسمبر 1990.

## وصلات خارجية
- دون هووبر على موقع AustralianFootball.com (الإنجليزية)
- دون هووبر على موقع AFLtables.com (الإنجليزية)